# Schroeter (cràter marcià)
Schroeter és un cràter d'impacte situat al quadrangle Iapygia de Mart, localitzat a les coordenades 1.9°S de latitud i 55.99°E de longitud, per la qual cosa el seu perímetre creua la línia equatorial del planeta. S'hi troba al nord del gran cràter Huygens. Té 291,6 km de diàmetre i va rebre el seu nom en honor de Johann Hieronymus Schröter en 1973.